# Mrkanac
Mrkanac je majhen nenaseljen otok v Jadranskem morju, ki pripada Hrvaški in je del Cavtatskih otokov.
Otok je popolnoma prost, brez sledi kopenske flore. Površina otoka je 2523 m2, najvišji vrh pa se dviga 6 metrov od morja.
Otok je del ornitološkega rezervata rumenonogega galeba (Larus michahellis).